# 프론트 라인 (1996년 영화)
프론트 라인(Libertarias, Freedomfighters)은 스페인에서 제작된 비센떼 아란다 감독의 1996년 영화이다. 아나 베렌 등이 주연으로 출연하였고 안드레스 빈센테 고메스 등이 제작에 참여하였다.

## 출연

### 주연
- 아나 베렌
- 빅토리아 아브릴
- 아리아드나 길

### 조연
- 조시 산초
- 호르헤 샌즈
- 롤스 레온
- 블랑카 아필라네즈
- 로라 매너
- 미구엘 보세
- 안토니오 드첸트

## 제작진
- 의상: 하비에르 아르티나노
- Ass-PD: 페르난도 드 가실란

## 같이 보기
- 무정부 여성주의